# Philine monterosati
Philine monterosati is een slakkensoort uit de familie van de Philinidae. De wetenschappelijke naam van de soort is voor het eerst geldig gepubliceerd in 1874 door Monterosato.